# Édouard Boureau
Pour les articles homonymes, voir Boureau.
Ne doit pas être confondu avec Édouard Bureau.
Édouard Boureau (1913-1999) est un paléobotaniste français, membre de l’Académie des sciences.

## Biographie
Fils d’Édouard Boureau et d’Élise, née Decouard, Léon, François, Édouard Boureau est un paléobotaniste français, né le 31 janvier 1913 à Champ-sur-Layon (Maine-et-Loire). Il se marie en 1943 avec Jane Vallet (1925-2023) dont il aura deux fils.
Édouard Boureau résidait à Joinville-le-Pont (Val-de-Marne) depuis les années 1960. Il y est mort le 2 octobre 1999.

## Chercheur en paléobotanique
Édouard Boureau fait ses études à la Faculté des sciences de Poitiers entre 1933 et 1936. Il devient docteur ès sciences naturelles en 1938 en soutenant une thèse sur les « Recherches anatomiques et expérimentales sur l'ontogénie des plantules des Pinacées et ses rapports avec la phylogénie. »
Chercheur au CNRS, il dirige le laboratoire d’anatomie comparée des végétaux vivants et fossiles du Muséum national d'histoire naturelle à Paris à partir de 1946. Il en devient le sous-directeur et y exerce jusqu’en 1959. Il participe lors du Congrès de botanique de Paris en 1954 à la création de l’Organisation internationale de paléobotanique (International organisation of paleobotany, IOP) dont il est le premier secrétaire. Il dirige la rédaction de la revue World report on paleobotany.
À partir de 1959, il devient maître de conférences au centre d’Orsay puis en 1960 professeur à la Faculté des sciences de Paris (devenue depuis Université Pierre-et-Marie-Curie) où il crée le laboratoire de paléobotanique. Il y enseigne jusqu’en 1981. Il dirige la rédaction, qui reste inachevée, d’un Traité de Paléobotanique (4 volumes parus entre 1964 et 1975). Il a mené des missions de terrain au Sahara, en Amérique du Sud, en Indochine.
Il conduit des recherches sur les microfossiles précambriens, portant sur les premières formes de la vie pluricellulaire. Il attribue à des radiations ionisantes d’origine extraterrestre, principalement solaire, les extinctions de masse d’espèces pendant les crises que connaît la biosphère, notamment entre le Crétacé et le Tertiaire. Il étudie par exemple les microorganismes fossilisés contenus dans les cherts du Guelb er Richât, collectés par son ami le géologue Théodore Monod. Il est récompensé « pour l'ensemble de ses travaux d'anatomie des plantes vasculaires et de paléobotanique » par le prix Foulon, décerné par l'Académie des sciences en 1950.
Le 14 mars 1977, Édouard Boureau est élu membre de l’Académie des sciences (section de biologie végétale). Il préside son Comité des travaux historiques et scientifiques.
En novembre 1979, une déclaration lancée par les économistes André Piettre et Henri Guitton, et signée par quatre-vingt-treize membres de l'Institut de France et de l'Académie nationale de médecine, revenait sur les effets supposés de la loi de 1975 sur l'interruption de grossesse. Ils assuraient qu’elle avait contribué « à élargir le laxisme des mœurs et à aggraver la dénatalité ». En réaction, le physicien Alfred Kastler, prix Nobel, fait état d’un courrier qu’il a envoyé aux pétitionnaires, stipulant que « Les hommes devraient avoir la pudeur de laisser aux femmes la responsabilité de décider » ; sa lettre a eu l’approbation de treize personnalités, dont Édouard Boureau.

## Distinctions
Édouard Boureau a été nommé officier des Palmes académiques en 1949 .
Il a été institué chevalier de la Légion d’honneur en avril 1992.

## Sources
- Philippe Jaussaud et Édouard Brygoo : Du Jardin au Muséum en 516 biographies, éditions du Muséum national d'histoire naturelle, Paris, 2004  (ISBN 2-85653-565-8)
- Cédric Grimoult, Histoire de l'évolutionnisme contemporain en France 1945-1995, Genève, Droz, 2000, 616 p. (ISBN 978-2-600-00406-0, lire en ligne)
- Jean-Louis Bonneraain, « La Vie et l'œuvre scientifique d'Edouard Boureau », in Académie des Sciences de l'Institut de France. Discours et Notices biographiques, vol. 4, 2001, p. 81–90.
- J. Broutin : Professor Edouard Boureau, 1913-199 in IOP Newsletter, mars 2000, International organisation of paleobotany (IOP), Londres.